# ظاهر (اسم)
ظاهر هو اسم علم مذكر من أصل عربي، ومعناه هو اسم فاعل القوي البارز البادي، قال تعالى: ﴿فأصبحوا ظاهرين﴾ [ الصف من الآية 14].

## شخصيات تحمل الاسم
- ظاهر الدين طغتكين (القرن 11 – 13 فبراير 1128[3])
- ظاهر الرفاعي (عالم مسلم ومرشد الطريقة الرفاعية في بغداد، 1960 – 14 يوليو 2018)
- ظاهر العمر (نسبه إلى علي بن ابي طالب، 1689 – 21 أغسطس 1775)
- ظاهر الملغوم الظفيري
- ظاهر حسين خان (4 أكتوبر 1960 – )
- ظاهر خان (20 ديسمبر 1998 – )
- ظاهر علي (سائق سباق إندونيسي، 25 أغسطس 1987 – )

## وصلات خارجية
- موسوعة السلطان قابوس لأسماء العرب نسخة محفوظة 5 أبريل 2019 على موقع واي باك مشين.